# Gyömbéralma
A gyömbéralma (Annona squamosa) a liliomfa-virágúak (Magnoliales) rendjébe, ezen belül az annónafélék (Annonaceae) családjába tartozó faj.

## Előfordulása
A gyömbéralma eredeti előfordulási területe Mexikó északi részétől délre, Guatemalán, Belizén, Costa Ricán, Hondurason, Nicaraguán, Salvadoron és Panamán keresztül, egészen Kolumbiáig tart - ez utóbbiban 200-1300 méteres tengerszint feletti magasságokban is megtalálható. Egzotikus gyümölcsfaként az ember számos helyre betelepítette. Európán kívül, manapság minden kontinens trópusi és szubtrópusi részén élnek vadon élő állományai. Az új, ázsiai élőhelyein és az ültetvényeken a Graphium agamemnon nevű lepke hernyója vált az egyik kártevőjévé.

## Megjelenése
Ez a növény 3-6 méter magas kis fa vagy cserje, számos elágazással. A 7-17 centiméter hosszú és 3-5,5 centiméter széles levelei lándzsásak vagy keskenyen elliptikusak. A nagy levéltől eltérően a levélszárai rövidek, csak 0,4-1 centiméteresek. A virág külső szirmai zöldek, lila tővel, 1,6-2,5 centiméter hosszúak és 6-7,5 milliméter szélesek; a belső szirmai kicsik, pikkelyszerűek vagy hiányzanak. A gömbszerű 5-10 centiméteres termését, jól kiemelkedő pikkelyszerű képződmények borítják. A termés külseje zöldessárga színű, a húsa fehér sárgás árnyalattal, benne a magok sötétbarnák.A magjai erősen mérgezőek.

## Képek

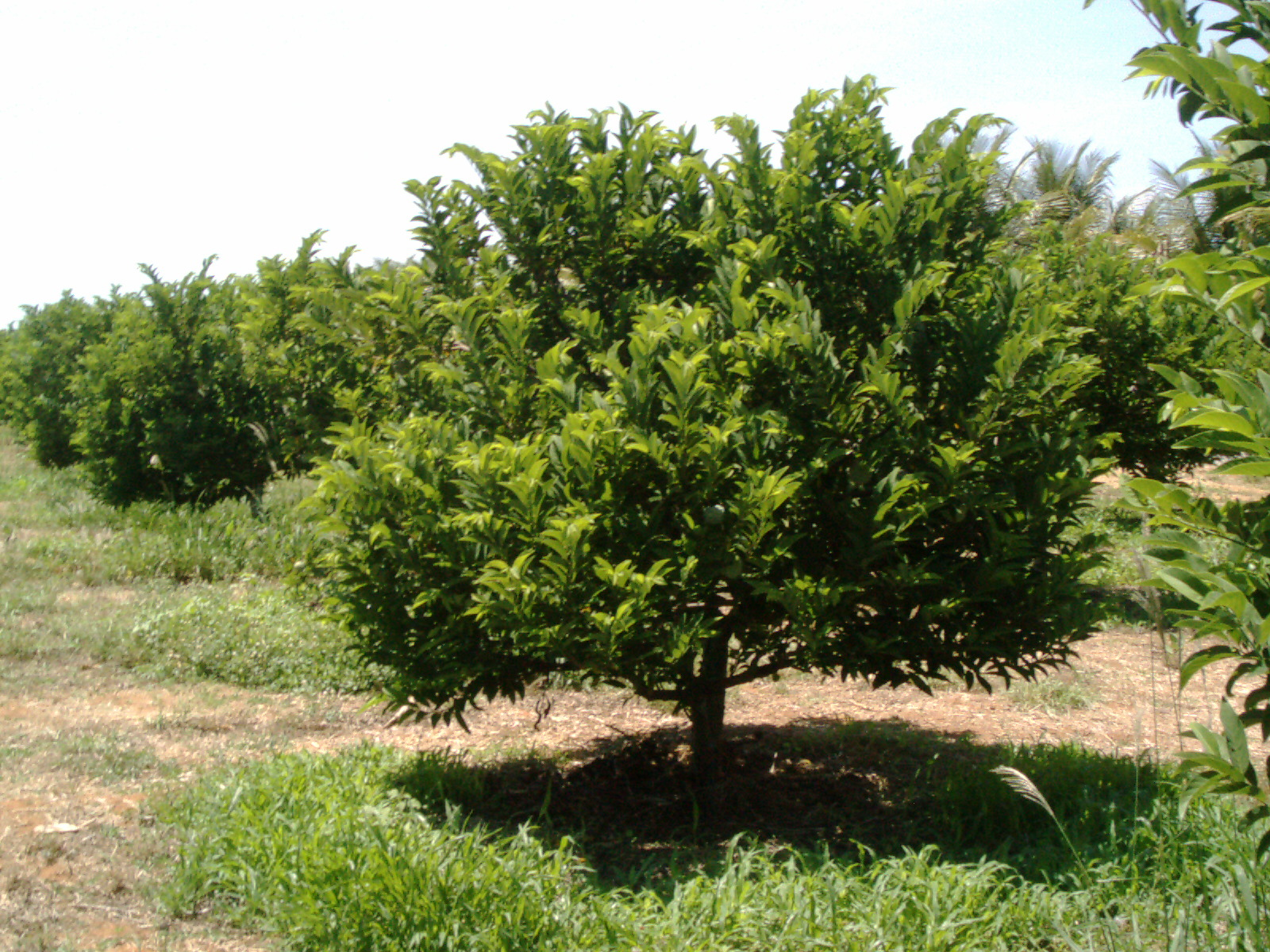
A növény
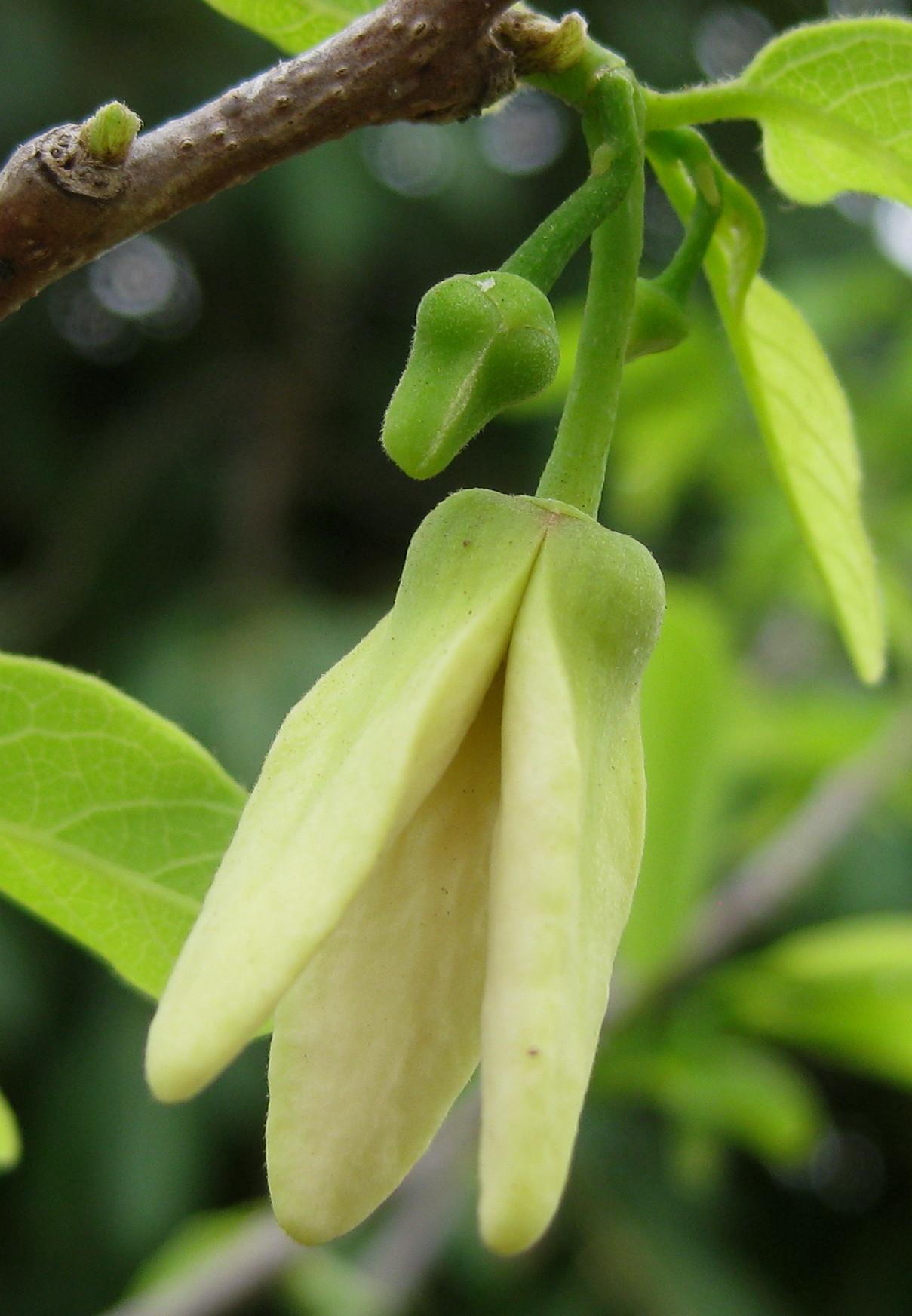
Virága,
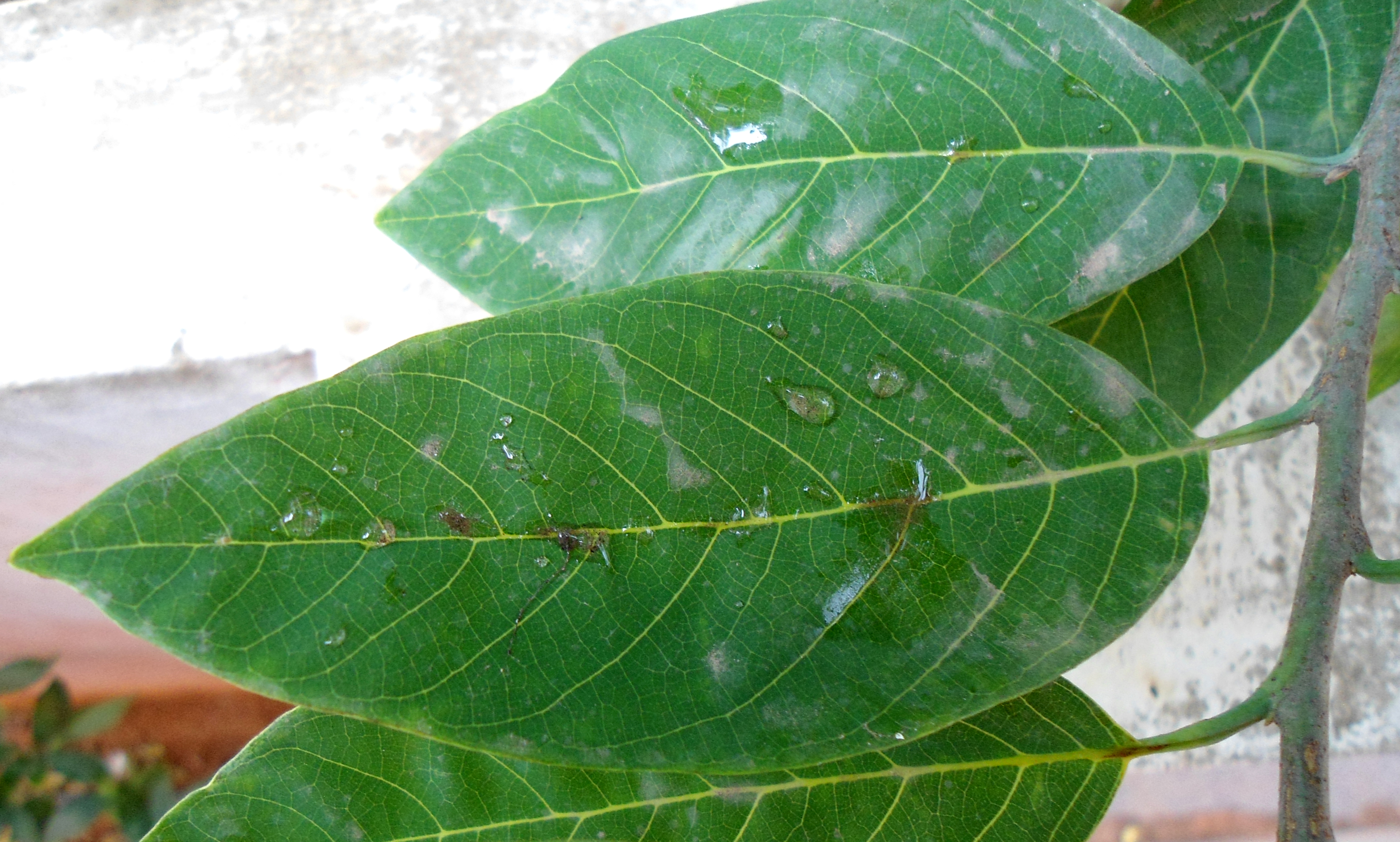
levelei
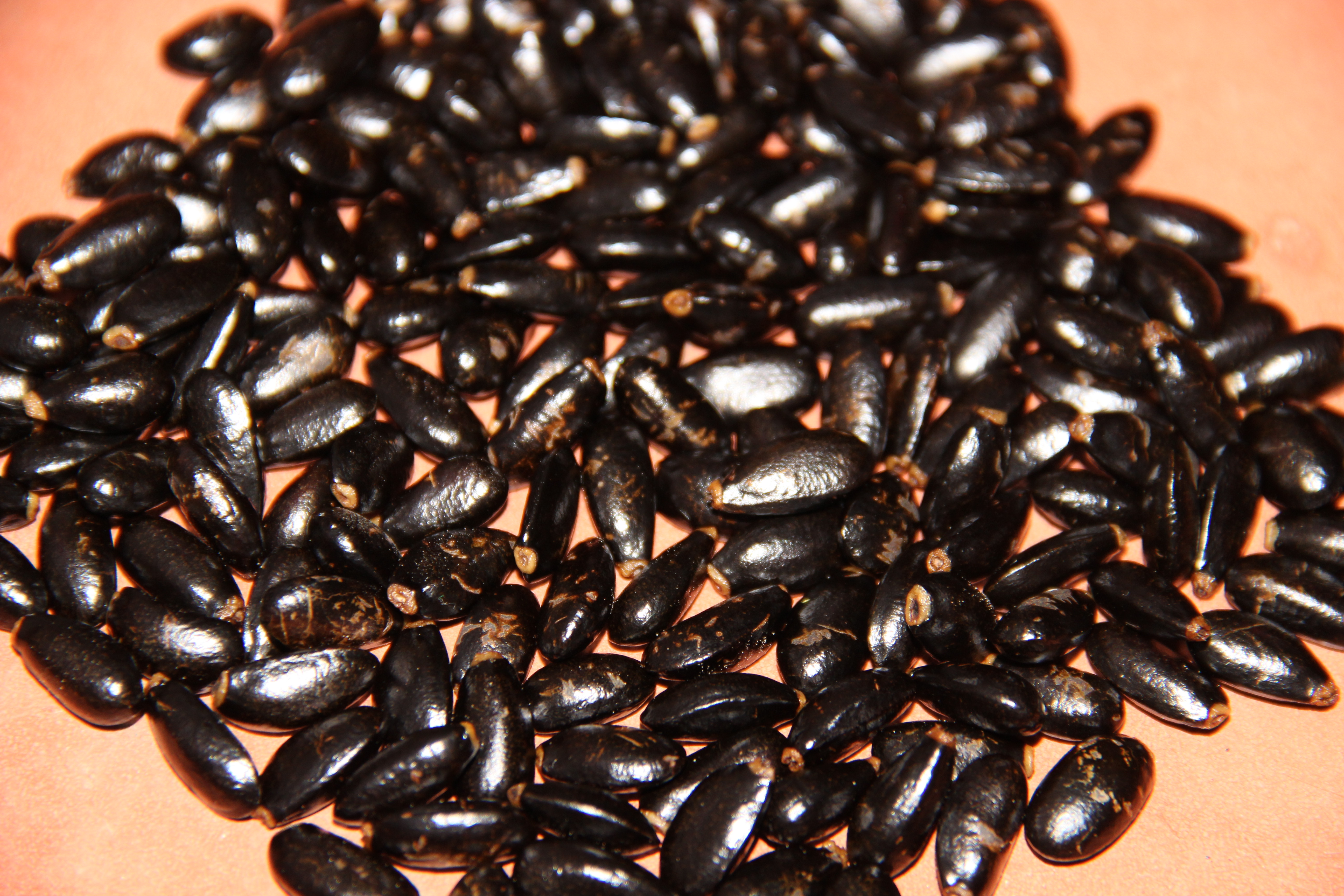
és magvai